# Heart to Heart (4Minute)
Heart to Heart è il primo singolo estratto dal loro primo album 4Minutes Left.

## Pubblicazione
Dopo diversi teaser promozionali distribuiti quotidianamente la settimana prima, compreso il loro video musicale, Le 4Minute finalmente pubblicato il singolo il 29 marzo 2011 come un download digitale e cd.

## Esibizioni dal vivo
Le ragazze hanno promosso il brano "Heart to Heart"  in vari spettacoli musicali, insieme con il secondo titolo della traccia "Mirror, Mirror". Tuttavia, a causa del maggiore successo di Mirror Mirror, Heart to Heart non è stato eseguito regolarmente. Si sono esibiti in spettacoli musicali tra cui M Mnet! Countdown, musica Bank di KBS, Mostra di MBC! Musica Core e Inkigayo di SBS
Le 4Minute si sono esibite con "Heart to Heart" il 7 aprile, è stato eseguito con una lunghezza inferiore, mentre il singolo uscito a fianco è "Mirror Mirror" è stato eseguito a figura intera su M di Mnet! Countdown.
È stato inoltre eseguito esso Inkigayo, musica Bank e molti altri.
Ma dal 5 maggio 2011 quando le promozioni per "Mirror Mirror" sono state finite hanno prolungato le esibizioni di "Heart to Heart" fino a fine maggio.

## Tracce
1. 4Minutes Left
2. Heart to Heart
3. Sweet Suga Honey!
4. Pretend
5. You Know

## Video musicale
Il video musicale è stato pubblicato il 28 marzo 2011, e dispone di CN Blue membro Lee Jung-shin.
Il video inizia con una ragazza (Hyuna) e il suo fidanzato (Jungshin) che sono seduti su un divano parlando; si accorge quanto lui è cambiato, ma si alza e se ne va. Poco dopo, lei e le altre ragazze 4minute sono in un club quando nota il suo ragazzo che parla con un'altra ragazza. Lei e le 4Minute poi pianificano ogni sorta di male per le vendetta tra cui spruzzare sul suo panino una sostanza, sostituendo il suo dentifricio e crema da barba con altre creme, fornendo elementi inadeguati al suo posto di lavoro, rendendo la sua macchina rotta, lasciano cadere un grosso ragno falso mentre è seduto sul divano, l? arrestato con foto modificate. Alla fine del video, capisce che Hyuna è speciale.

## Classifiche
| Classifica                 | Posizione massima |
| -------------------------- | ----------------- |
| Gaon Digital chart         | 5                 |
| Gaon Streaming chart       | 4                 |
| Gaon Download chart        | 9                 |
| Gaon BGM chart             | 1                 |
| Gaon Mobile Ringtone chart | 2                 |

### Heart to Heart (Japanese Version)
Heart to Heart (Japanese Version) è il sesto singolo giapponese sotto la casa discografica Far Eastern Entertainment.
Il singolo è il terzo estratto dalla loro prima compilation giapponese Best of 4Minute.
La canzone è stata registrata nel 2011.

## Tracce
1. Heart to Heart (Japanese Version)
2. You Know
3. Badly
4. sweet Suga Honey! (Bonus track)
5. Mirror Mirror (Bonus Track)
6. First (Korean Version) (bonus track)
7. Heart to Heart (Korean version) (bonus track)
8. Heart to Heart (karaoke)

## Classifiche
| Classifica                 | Posizione massima |
| -------------------------- | ----------------- |
| Gaon Digital chart         | 15                |
| Gaon Streaming chart       | 15                |
| Gaon Download chart        | 18                |
| Gaon BGM chart             | 28                |
| Gaon Mobile Ringtone chart | 5                 |